# Шумаш
Шумаш (на руски: Шумашь) е село в Рязански район, Рязанска област, Русия. Населението му през 2010 година е 1056 души. Шумаш е разположено на брега на река Старица, близо до автомобилен мост над река Ока.
Климатът на Шумаш е умереноконтинентален (Dfb по Кьопен) с горещо и сравнително влажно лято и дълга студена зима.

## Население
| 2010 |
| ---- |
| 1056 |